# Blade & Soul
Blade & Soul (кор. 블레이드 앤 소울) — массовая многопользовательская ролевая онлайн-игра (MMORPG) в стиле фэнтези, разработанная южно-корейской компанией NCsoft, подразделением Team Bloodlust. Русскоязычная версия игры издается компанией «Иннова», релиз состоялся 19 мая 2016 года.

## Описание
Blade & Soul — игра жанра MMORPG, разработкой которой занимается подразделение Team Bloodlust (Lineage2, Aion), принадлежащее корейскому гиганту NCsoft. В состав команды разработчиков входит известный корейский художник Hyung Tae Kim, занимающий должность арт директора проекта и Jae-Hyun Bae, занимающий роль исполнительного директора. Первые сведения об игре появились в 2007 году, когда NCsoft, незадолго до NCmedia Day, анонсировали находящуюся в разработке MMORPG с кодовым названием Project M, основными направлением которой будут восточные единоборства в мире азиатского фэнтези, для создания которого, по заявлению разработчиков, они черпали вдохновение из культурных образов таких стран как Корея, Китай, Монголия, Тайвань и др. Спустя две недели был запущен сайт-тизер игры.
Во время проведения выставки E3 2007 компания Sony заключила эксклюзивный контракт с NCsoft на выпуск новых тайтлов данной компании для игровой приставки Sony Playstation 3. В начале 2007 года было выпущено полнометражное промовидео проекта.
Первое корейское закрытое бета тестирование проекта прошло с 27 апреля по 1 мая 2011 года. Второй этап был проведен с 29 августа по 10 сентября 2011 года. Релиз игры в Корее состоялся 30 июня 2012 года.
На момент старта пиковый онлайн был около 1 миллиона. В 2014 году после выпуска в Китае 192 серверов и выпуска серверов по неподтвержденным данным пиковый онлайн превысил 5 миллионов, предположительное кол-во игроков — 7 миллионов.
Дата выхода игры Северной Америке и Европе — первый квартал 2016 года. Издателем для стран Америки и Европы является NCSOFT Америка, игра появилась в первом квартале 2016 года. С 30 октября стартовал закрытый бета тест для покупателей раннего доступа и игроков, подавших заявку на участие. Было заявлено, что учётные записи игроков из Европы будут скопированы на европейские сервера, когда они появятся.
27 октября 2015 года локализация игры была анонсирована в России компанией «Иннова», релиз состоялся 19 мая 2016 года.
Русскоязычная версия доступна таким странам: Азербайджан, Армения, Белоруссия, Грузия, Казахстан, Киргизия, Молдавия, Россия, Таджикистан, Туркменистан, Узбекистан и Украина.
В 2018 году открылась первая полноценная русскоязычная база знаний, основанная игровым сообществом. Годом позднее (в 2019) открылась официальная база данных от локализатора Иннова.

## Классы
В игре присутствует четыре расы: Jin / Шэн, Gon / Ван, Lyn / Лин и Yun / Фэн. Для игры было разработано 13 классов , все они представлены в игре: Blade Master (Мастер Клинка), Kung-Fu Master (Мастер Кунг-фу), Force Master (Мастер Стихий), Destroyer (Мастер Секиры), Assassin (Мастер Тени), Summoner (Мастер Призыва), Sword Master Lyn (Мастер клинка Линов), Warlock (Мастер Духов), Soul Fighter (Мастер Ци), Gunner (Мастер Стрельбы), Zambato (Мастер Гнева), Archer (Мастер Лучник), и Astromancer(Мастер Небес).
В 2014 году добавили ещё один класс, Warlock (Мастер духов). В конце 2015 года в игре появился девятый класс — Qi Master (Мастер Ци).
2 июня 2017 года на тестовых серверах в Корее стал доступен класс Gunner (Мастер стрельбы).
27 марта 2018 года в обновлении русского клиента появился класс доступный линам — Lyn Gunner (Мастер стрельбы линов).
14 июня 2018 года на корейских серверах появился новый класс Мастер гнева — Zambato master
24 сентября 2019 года в обновлении русского клиента появился доступный расам Jin и Yun новый класс (Мастер лука) 12 класс.
22 сентября 2020 года в обновлении русского клиента появился класс, доступный исключительно линам: Мастер небес, со специализациями Астромант (Starcaster) и Громовержец (Stormweaver)

## Критика
| Сводный рейтинг | Сводный рейтинг |
| Агрегатор       | Оценка          |
| --------------- | --------------- |
| GameRankings    | 66,33 %         |

Blade and Soul получила посредственные оценки критиков. Средний балл игры на агрегаторе рецензий Metacritic составляет 68 из 100 на основе 26 рецензий.

## Аниме
С апреля по июнь 2014 года транслировалась аниме-адаптация студии Гонзо, под руководством Хироси Хамасаки и Хироси Такэути по сценарию Ацухиро Томиоки. Эри Нагата адаптирует игровых персонажей Хьюнг-Тэ Кима для аниме и служит главным режиссёром. Оригинальная сюжетная линия вращается вокруг ассасина по имени Алка, которая путешествует, чтобы отомстить за убитого учителя. Открывающей темой аниме является «Sayonara Usotsuki» (サ ヨ ナ ラ 嘘 ツ キ) от MimimemeMIMI, а финальная тема — «RAINBOW» LEGO BIG MORL. Аниме сериал был запущен Crunchyroll на Западе. Состоит из 13 эпизодов.